# فانيسا جوندن
فانيسا جوندن(1961-) هي رائدة أعمال وأول سيدة رائدة في مجال التعدين في جنوب إفريقيا، تشمل أعمالها خدمات الرعاية الصحية، والخدمات المالية والترفيه.

## حياتها المهنية
في عام 2003 أسست فانيسا مع زوجها سيفي شركة (HolGoun Investment Holdings)، وهي شركة استثمارية قابضة في جنوب إفريقيا بدءًا من الحد الأدنى من الموارد قاموا بتحويل شركة ناجحة للغاية ومتعددة الأقسام، حيث تستثمر الشركة في المقام الأول في الفحم واليورانيوم ولكنها نوعت أعمالها في قطاعات مختلفة بما في ذلك التعدين والتنقيب والرعاية الصحية والخدمات المالية والعقارات والأزياء، وتشغل فانيسا حاليًا منصب الرئيس التنفيذي لشركة، وتقوم المجموعة بتوسيع نطاق انتشارها من خلال الشركات التابعة مثل: HolGoun Healthcare, HG Risk Management Solutions, HG Property, and HG Lifestyle and Leisure. وفي شهر مارس عام 2011 أطلقت فانيسا علامتها التجارية في لندن خلال أسبوع الموضة، وتم استضافتها في Banqueting House في لندن، وتمتد علامتها التجارية للأزياء النسائية الفاخرة إلى الملابس غير الرسمية وحفلات الكوكتيل والرسمية والأزياء الراقية الجاهزة للإرتداء.